# Puy Mary
O Puy Mary é um cume nos montes Cantal, no Maciço Central da França. É classificado como um "Grande Site Nacional" na França. Quase 500.000 visitantes vêm a este site todos os anos.

## Geografia e geologia

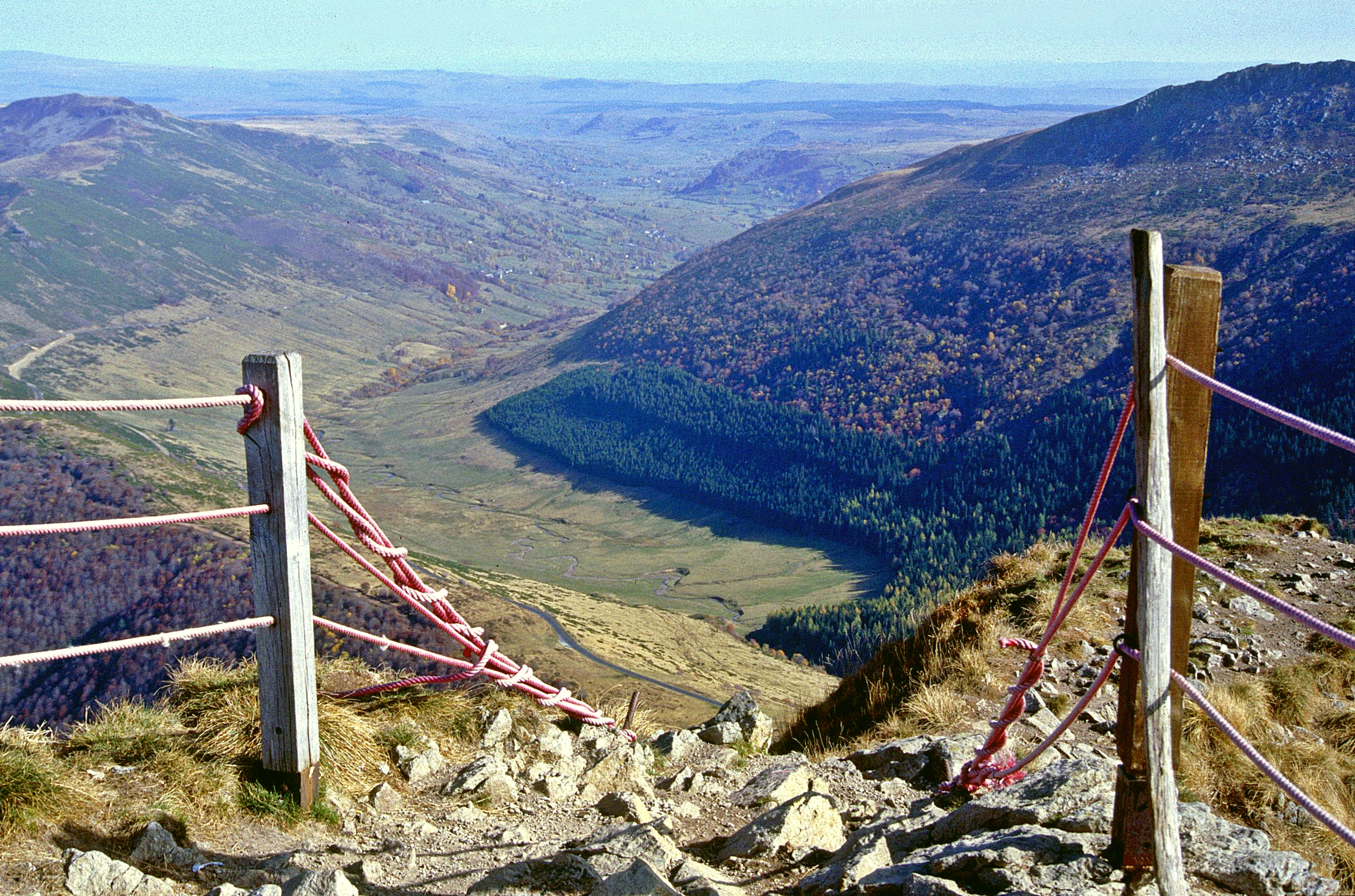
Vale glacial de Impradine visto do topo do puy Mary

A montanha é um vulcão extinto, com cerca de 6,5 milhões de anos, que se formou pela acumulação de lava viscosa ( traquito ). Foi gradualmente erodido por geleiras durante a glaciação quaternária, o que explica sua forma piramidal. Sete vales glaciais irradiam do cume. É acessível a partir do Pas de Peyrol, que a 1.589 m acima do nível do mar, é o passo mais alto do Maciço Central. 
Vários caminhos de acesso levam ao puy Mary. O mais curto, a partir do Pas de Peyrol, consiste numa ida e volta a pé que demora uma hora. 

## Clima

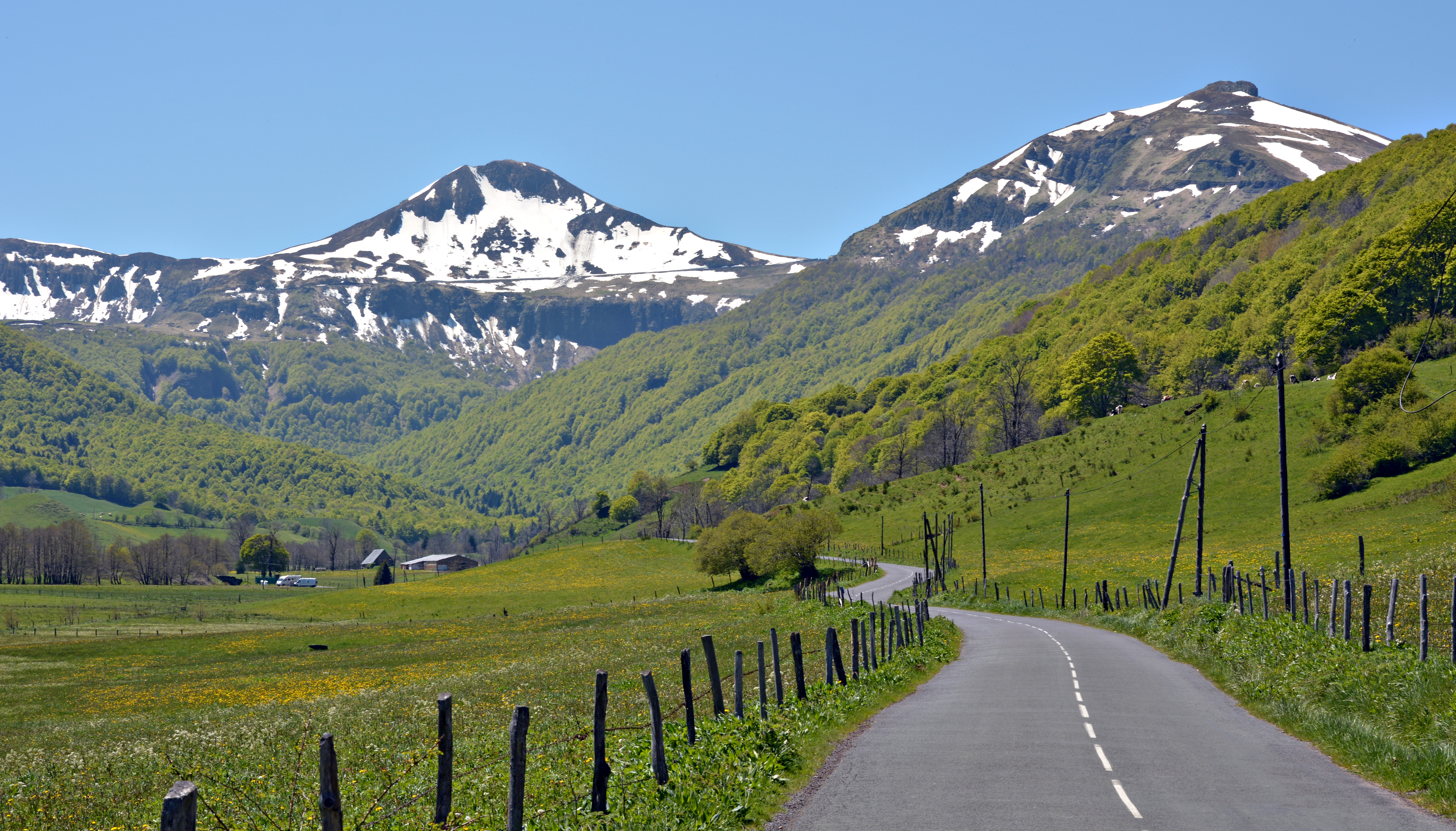
O vale Cheylade e a face norte do puy Mary.

Primeira montanha atingida pelos distúrbios oceânicos vindos do Oceano Atlântico, o Puy Mary está entre os lugares mais húmidos da França. No inverno, a neve é abundante. 

## Flora
O estágio subalpino dos montes Cantal conta com 550 espécies vegetais, incluindo 130 consideradas frágeis (nestas espécies, conta-se 60 espécies que se beneficiam de uma proteção regional ou nacional e 70 outras não protegidas mas raras). Por exemplo, será possível encontrar, com um pouco de chance, as seguintes espécies de alta montanha   : a saxifrage com lâminas opostas ( Saxifraga oppositifolia ), a saxifrage com lâminas de Androsace ( Saxifraga androsacea ), a pedicular verticilada ( Pedicularis verticillata ) ou a saxifrage de Lamotte ( Saxifraga exarata subsp lamottei), sendo esta última uma espécie endêmica do Cantal e os montes Dore . O puy Mary é um pico onde se pode observar a maior parte desta flora. 

## Atividades desportivas
O Tour de France tem passado repetidamente as estradas que levam ao Pas de Peyrol, abaixo do Puy Mary.